# Iglesia de la Virgen de los Remedios (Timalchaca)

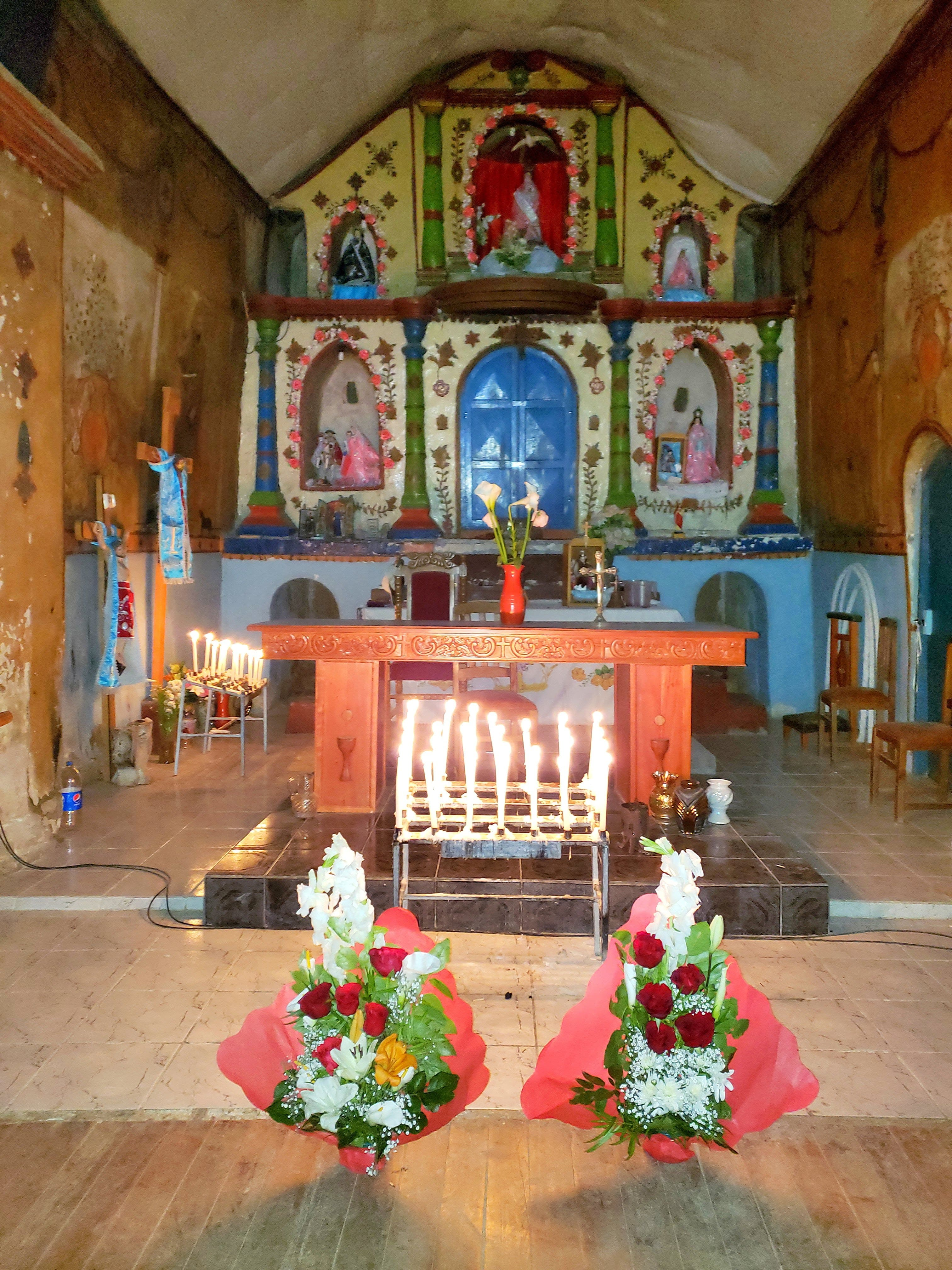
Interior del templo

La iglesia de la Virgen de los Remedios es un templo católico ubicado en la localidad de Timalchaca, comuna de Putre, Región de Arica y Parinacota, Chile. Construida en el siglo xix, fue declarada monumento nacional de Chile, en la categoría de monumento histórico, mediante el Decreto n.º 294, del 7 de noviembre de 2016.

## Historia
Fue construida en estilo barroco andino a fines del siglo xix.

## Descripción
Está sobre cimientos de piedra y presenta muros de adobe con mortero de barro y techumbre de madera. La torre campanario se encuentra exenta, con un cuerpo y el campanario rematado por una cúpula de piedra labrada. La portada de acceso tiene una ornamentación de piedra labrada policromada.
En el interior, el retablo es de madera y tres calles, y la iglesia cuenta con pinturas murales.